# Ichneutae (Sophokles)
Spoorzoekers (Grieks: Ἰχνευταί / Ichneutai, Latijn: Ichneutae) is een saterspel van de Griekse toneeldichter Sophokles. Het werk was nagenoeg verloren maar is voor een substantieel deel teruggevonden in de Oxyrhynchus papyri (± 400 regels).

## Samenvatting
Een groep Satyrs (= het koor) gaat op zoek naar de dief die de runderen van Apollo heeft geroofd. Het spoor leidt naar de god Hermes, maar de nimf Kyllene is maar al te bereid om Hermes te helpen beschermen.

## Nederlandse vertaling
- 1952 – De spoorzoekers – J.H. Leopold (gedeeltelijk)